# Факула Оаху
Факула Оаху (лат. Oahu Facula) — сравнительно небольшое яркое пятно на поверхности самого большого спутника Сатурна — Титана.

## География и геология
Координаты — 5°00′ с. ш. 166°42′ з. д. / 5° с. ш. 166,7° з. д.. Максимальный размер — 465 км. Факула Оаху находится внутри тёмной местности Шангри-Ла, а к северо-западу от неё — светлая местность Дильмун. По соседству с ней расположено множество других факул Титана: на востоке — крупнейшая факула Титана — факула Крит, на юго-востоке — факулы Никобар, на юге — факула Сикоку, на юго-западе — факула Минданао и другие. Была обнаружена на снимках с космического аппарата «Кассини».

## Эпоним
Названа именем Оаху, одного из Гавайских островов. Название утверждено Международным астрономическим союзом в 2006 году.